# William Royer
William Howard Royer (ur. 11 kwietnia 1920 w Jerome, zm. 8 kwietnia 2013 w Redwood City) – amerykański polityk, członek Partii Republikańskiej.

## Działalność polityczna
W okresie od 3 kwietnia 1979 do 3 stycznia 1981 był przedstawicielem 11. okręgu wyborczego w stanie Kalifornia w Izbie Reprezentantów Stanów Zjednoczonych.